# Langfast
Der Langfast im Harz ist ein 606,1 m ü. NN hoher Südausläufer des Gebirgskamms Auf dem Acker (Acker) zwischen Lonau und Sieber im gemeindefreien Gebiet Harz des Landkreises Göttingen in Niedersachsen.

## Geographische Lage
Der Langfast liegt im Südharz auf der Grenze vom Nationalpark Harz zum Naturpark Harz zwischen Lonau im Westen und Sieber im Osten; beides sind Ortsteile von Herzberg am Harz. Er erhebt sich als vom Acker nach Süden ziehender Bergrücken, der die Wasserscheide zwischen Großer Lonau im Westen sowie Goldenke im Osten und Sieber im Südosten bildet. Direkt im Südosten stößt der Bergrücken an Teile des Naturschutzgebiets Siebertal. Der Langfast, dessen Westfortsetzung der Hirtenberg ist, geht im Südwesten in den Großen Teichtalskopf über.

## Bewaldung
Der Langfast ist in den tieferen Lagen mit Buchen und in den höheren Lagen mit Fichten bewaldet. In der Zeit von 1596 bis 1732 war der Langfast im südlichen Teil mit Eichen, Buchen, Hainbuchen und Espen (Zitter-Pappel) bewaldet, während in den höheren Lagen überwiegend Buchen und Sal-Weiden, wenig Ahorne, Hainbuchen, Zitter-Pappeln und Eschen standen.